# Idiofase
Idiofase es la fase en el crecimiento de una bacteria en la que se producen metabolitos secundarios como antibióticos, que son productos no fundamentales en el metabolismo bacteriano y en hongos. En la cinética de crecimiento de microorganismos, esta es una fase estacionaria y se da luego de la trofofase, que también está determinada por la producción de toxinas, antibióticos y compuestos aromáticos. En la mayoría de los microorganismos la idiofase y la tropofase ocurren como eventos aislados, consecutivos uno del otro, aunque puede ocurrir que se sobreponen en el tiempo.